# 菲佛·澤利斯卡轉輪手槍
菲佛·澤利斯卡（Pfeifer Zeliska）是一款由奧地利菲佛武器公司所生產的大口徑單動式轉輪手槍。

## 概述
澤利斯卡是世界上火力最強且最巨大的手槍之一，它重約6公斤，長約550毫米，其巨大的槍身雖然能夠讓射手承受強大的後座力，但同樣地亦限制了其在狩獵及戰鬥的用途。
澤利斯卡在擊發機構和彈藥裝填方面則較類似於柯爾特單動式陸軍，不過就採用了以鍍金製成的擊錘，並在槍身上刻有生產商的地址。澤利斯卡能夠發射.600 Nitro Express及.458溫徹斯特麥格農兩種大口徑彈藥，每發.600 Nitro Express的成本為40美元，而該槍的售價則高達17,316美元。由於售價非常昂貴，澤利斯卡在市場上並不普遍，生產商亦沒有作大規模生產。

## 外部連結
- 官網
- vincelewis.net （页面存档备份，存于）

## 另見
- 柯爾特騎兵
- 柯爾特單動式陸軍
- 史密斯威森500型
- BFR左輪手槍
- 金牛座蠻牛左輪手槍M500
- 沙漠之鷹
- 自動麥格農V型
- 灰熊V型
- Thunder 50